# Гужівка (зупинний пункт)
Гужівка (до 28 липня 2023 року — Платформа 702 км) — пасажирський залізничний зупинний пункт Полтавської дирекції Південної залізниці на неелектрифікованій лінії Бахмач — Прилуки між роз'їздом Більмачівка (13 км) та станцією Ічня (7 км). Розташований в однойменному селі Прилуцького району Чернігівської області. Поруч пролягає автошлях регіонального значення Р68.

## Історія
Зупинний пункт відкритий між 1952 та 1962 роками під первинною назвою Платформа 40 км. З 1970-х років до 28 липня 2023 року — Платформа702 км.

## Пасажирське сполучення
На зупинному пункті Гужівка зупиняються дизель-поїзди сполученням Бахмач — Гребінка.